# Martti Puumalainen
Martti Puumalainen (* 14. April 1997 in Mikkeli) ist ein finnischer Judoka. Er war Europameister 2023 im Schwergewicht.

## Sportliche Karriere
2015 startete Puumalainen noch im Halbschwergewicht und gewann in dieser Gewichtsklasse seinen ersten finnischen Meistertitel, 2018 siegte er erneut. 2019 gewann er seinen ersten Meistertitel im Schwergewicht. Bei den U23-Europameisterschaften 2019 erkämpfte er eine Bronzemedaille.
2021 wurde Puumalainen Siebter der Weltmeisterschaften in Budapest. Vier Monate später erhielt er eine Bronzemedaille bei den Militärweltmeisterschaften. 2023 bei den Europameisterschaften in Montpellier bezwang er im Halbfinale den Niederländer Jelle Snippe. Im Finale besiegte er den Georgier Guram Tuschischwili. Puumalainens Europameistertitel bedeutete die erste finnische Goldmedaille bei Judo-Europameisterschaften seit 1989 in Helsinki. Bei den Olympischen Spielen 2024 in Paris schied Puumalainen im Achtelfinale gegen den Aserbaidschaner Uşangi Kokauri aus.